# Parafia Najświętszego Serca Pana Jezusa w Brojcach
Parafia pw. Najświętszego Serca Pana Jezusa w Brojcach – rzymskokatolicka parafia należąca do dekanatu Gryfice, archidiecezji szczecińsko-kamieńskiej, metropolii szczecińsko-kamieńskiej. Siedziba parafii mieści się w Brojcach.

## Historia parafii

### Kalendarium
- 1947, 1 września – erygowano parafię w Brojcach, tworząc ją przede wszystkim z miejscowości należących wcześniej do parafii w Gryficach[1]
- 1948, 26 maja – 1 czerwca – pierwsze misje święte w parafii
- 1948, 8 czerwca – pierwsza wizytacja administratora apostolskiego ks. Edmunda Nowickiego
- 1948, 1 lipca – przekazanie budynku plebanii
- 1949 – remont kościoła parafialnego
- 1960 – remont wieży kościołów w Brojcach i Bielikowie
- 1966, 17 października – nawiedzenie obrazu Matki Bożej Częstochowskiej
- 1968 – kataklizm, piorun niszczy wieżę kościoła w Bielikowie
- 1972, 2 grudnia – częściowy podział parafii, kilka miejscowości tworzy parafie Rymań i Wicimice
- 1974, 6 października – poświęcenie odbudowanego kościoła w Pruszczu
- 1978, wrzesień – renowacja ołtarza głównego w Brojcach
- 1990, 24 czerwca – poświęcenie kaplicy Matki Bożej w kościele parafialnym
- 1992, czerwiec – kapitalny remont kościoła w Kiełpinie
- 1995, 14 maja – uroczyste poświęcenie nowego kościoła w Dargosławiu, zbudowanego na ruinach starego kościoła ewangelickiego, zburzonego po 1945 r.

## Obszar parafii

### Miejscowości i ulice
W granicach parafii znajdują się miejscowości:
- gminy Brojce.

### Zmiany administracyjne
Dnia 1 września 1947 r. utworzono tę parafię, wydzielając ją z parafii w Gryficach.
W dniu utworzenia parafii, w jej granicach parafii znalazły się miejscowości:

- Brojce,
- Bielikowo,
- Dargosław,
- Darżewo,
- Grąd,
- Jarkowo,
- Kinowo,
- Łatno,
- Mołstowo,
- Pruszcz,
- Petrykozy,
- Smokęcino,
- Starnin,
- Racibarnów,
- Uniestowo,
- Tąpadły,
- Strzykocin,
- Natolewice,
- Pniewo.

W 1951 r., Gorawino, gdzie znajdował się filialny kościół parafii, odłączono do parafii w Rymaniu.
Dnia 1 września 1973 r. odłączono:
do parafii w Wicimicach:
- Natolewice,
- Pniewo,
- Darzin;

do parafii w Rymaniu:
- Starnin,
- Kinowo,
- Jarkowo,
- Petrykozy,
- Mechowo.

## Miejsca kultu

### Kościół parafialny
- Kościół parafialny pw. Najświętszego Serca Pana Jezusa w Brojcach został zbudowany w II połowie XV w. w stylu późnogotyckim. W 1619 dobudowano drewnianą dzwonnicę[3]. Rozbudowywany w 1866 i w l. 80. XX w.

### Kościoły filialne i kaplice
- Bielikowo – kościół pw. Chrystusa Króla z XV w.[4], przebudowany pod koniec XIX w. w stylu neogotyckim
- Dargosław – kościół pw. Najświętszej Maryi Panny Królowej Polski z 1995
- Kiełpino – kościół pw. Świętych Apostołów Piotra i Pawła  z XV w.[5]
- Pruszcz – kościół pw. Narodzenia Najświętszej Maryi Panny z XVI w., poświęcony po odbudowie w 1974[6]
- Tąpadły – kaplica w pałacu po PGR

## Proboszczowie
Proboszczami brojeckiej parafii przez cały czas są księża chrystusowcy.
- 1.09.1947 – 24.03.1957 – ksiądz Seweryn Wieczorek SChr
- 24.03.1957 – 30.06.1969 – ksiądz Antoni Żmija Żmijewski SChr
- 01.07.1969 – 30.06.1973 – ksiądz Bronisław Olender SChr
- 01.06.1973 - 31.08.1982 – ksiądz Stanisław Bojarski SChr
- 01.09.1982 – 31.08.1991 – ksiądz Zenon Gąsiorowski SChr
- 01.08.1991 – 30.09.1997 – ksiądz Adam Ostapowicz SChr
- 01.10.1997 – 30.06.2005 – ksiądz Zbigniew Budyn SChr
- 01.VII.2005 – 31.VII.2014 – ksiądz Radosław Urban SChr
- 01.VIII.2014 – 31.VII.2022 – ksiądz Mirosław Czerwiński SChr
- od 01.VIII.2022 – ksiądz Władysław Kołtowski SChr

Posługę wikariusza w parafii pw. Najświętszego Serca Pana Jezusa w Brojcach pełnią kapłani z Towarzystwa Chrystusowego dla Polonii Zagranicznej, którzy przygotowywali się do posługi kapłańskiej w seminarium duchownym w Poznaniu. 

## Działalność parafialna

### Wspólnoty parafialne
W parafii działa Żywy Różaniec, funkcjonują Rada Parafialna i Caritas, są obecni ministranci.

## Galeria

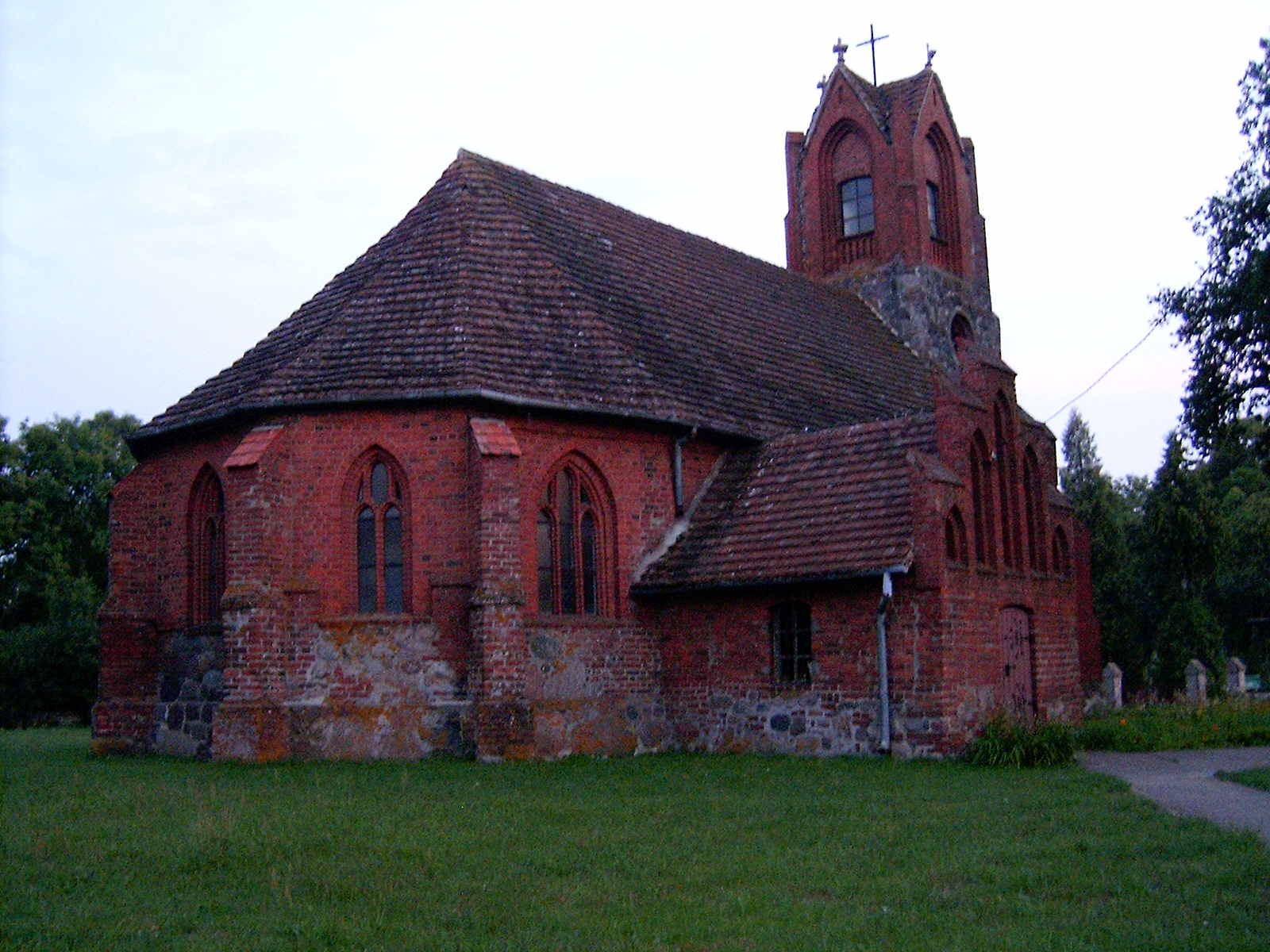
Kościół filialny pw. Chrystusa Króla w Bielikowie
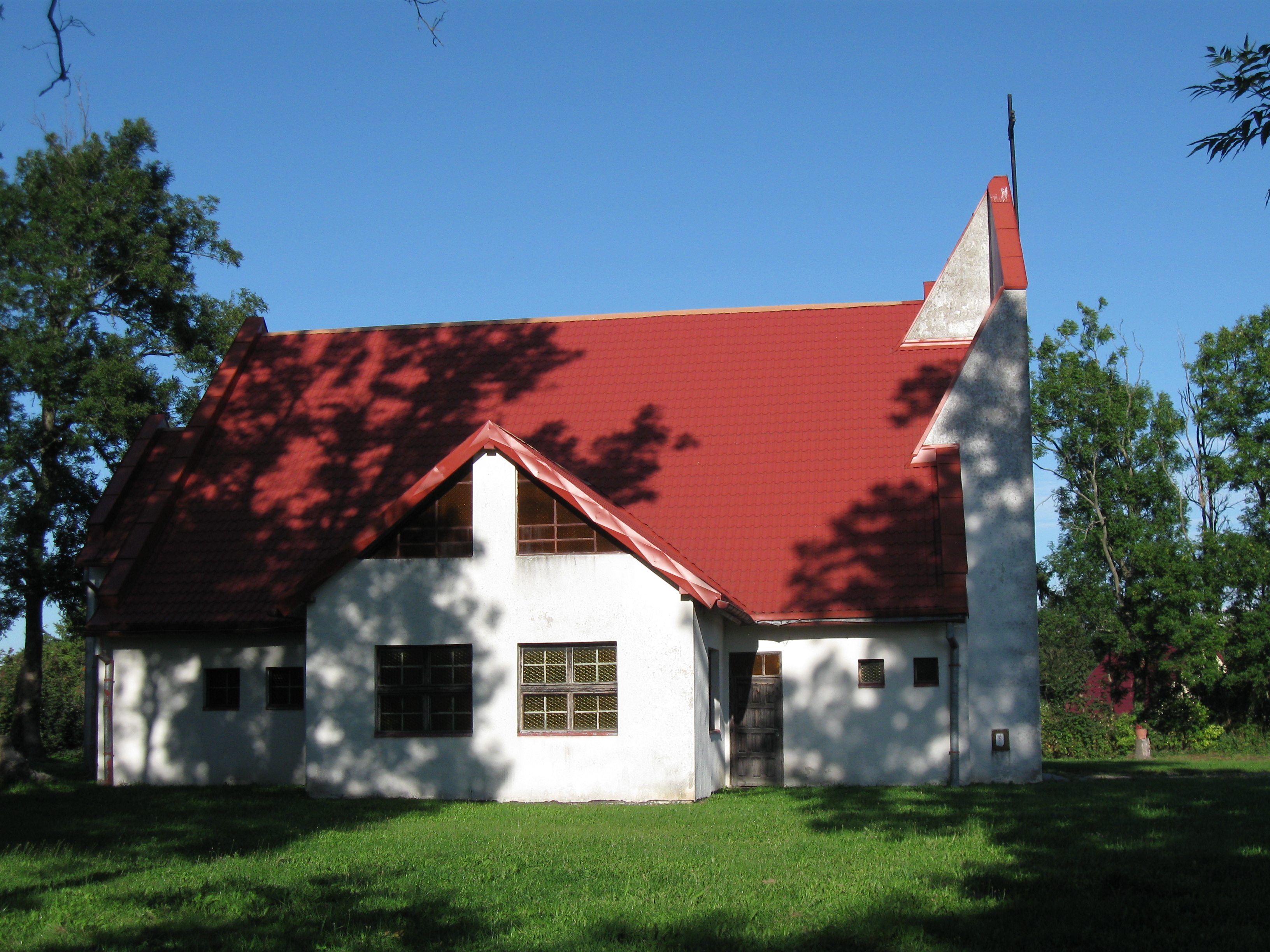
Kościół filialny pw. Najświętszej Maryi Panny Królowej Polski w Dargosławiu
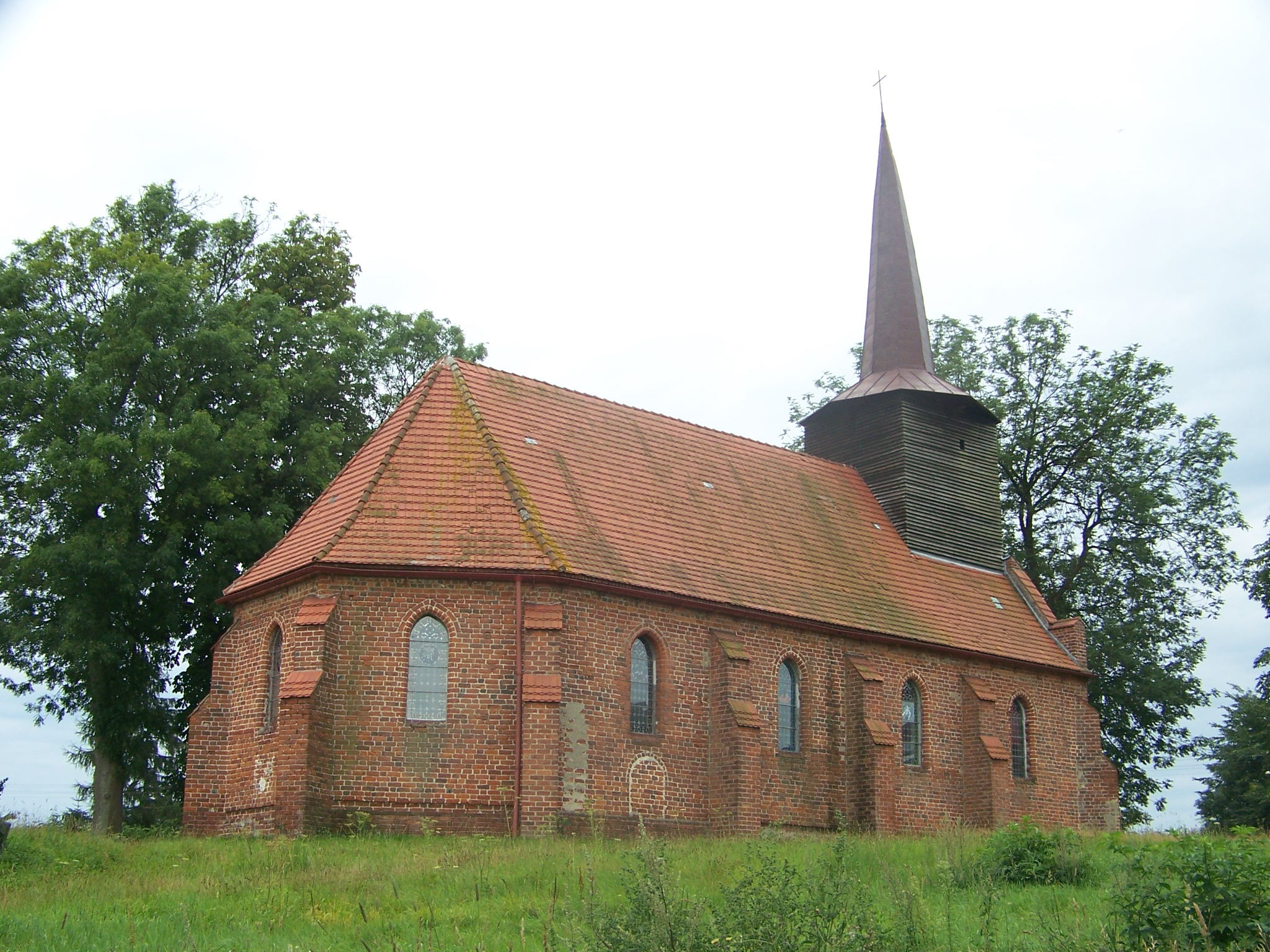
Kościół filialny pw. św. Apostołów Piotra i Pawła w Kiełpinie